# Léon Deffontaines
Léon Deffontaines (Amiens, 15 maart 1996) is een Frans politicus van de Franse Communistische Partij (PCF). Van 2019 tot 2023 was Deffontaines algemeen secretaris van de communistische jongerenbeweging MJCF. Tijdens de Franse presidentsverkiezingen van 2022 was hij woordvoerder van Fabien Roussel. Deffontaines is aangesteld als lijsttrekker voor PCF bij de Europese Parlementsverkiezingen 2024.